# Shelly Manne
 (septembre 2016).
Sheldon 'Shelly' Manne (New York, 11 juin 1920 - Los Angeles, 26 septembre 1984) était un batteur et chef d'orchestre américain. Il est une figure légendaire du Jazz West Coast.

## Biographie
Né dans une famille musicienne - son père et son oncle sont batteurs - il étudie le saxophone alto avant d'adopter la batterie. Il débute professionnellement sur un paquebot transatlantique.
De 1939 à 1942, il joue dans de nombreux big bands dont celui de Benny Goodman, le plus célèbre d'Amérique à l'époque, pour quelques jours.
Mobilisé, il vit à New York et joue aux côtés de Coleman Hawkins, Dizzy Gillespie et Oscar Pettiford.
En 1949, il est engagé dans le grand orchestre de Woody Herman puis dans celui de Stan Kenton (1950-1951) qui sont parmi les plus actifs de l'époque.
En 1952, Shelly Manne s'installe en Californie et joue régulièrement au "Lighthouse" d'Hermosa Beach. Il s'impose vite comme un pilier du Jazz West Coast, participant à de très nombreux enregistrements au côté de Shorty Rogers, Jimmy Giuffre, Bud Shank, Art Pepper (The Return Of Art Pepper (1956), The Artistry Of Pepper (1957), Living Legend (1975))…
En 1953, il enregistre son premier album pour le label Contemporary Records, le 25cm "The West Coast Sound" qui va devenir le manifeste de ce style. Il y révèle ses talents de chef d'orchestre.
En 1954, il enregistre avec Shorty Rogers et Jimmy Giuffre, sans piano ni basse, le révolutionnaire "The Three". Il est suivi par "The Two", collection de duos piano-batterie avec Russ Freeman.
Il forme son groupe "Shelly Manne & His Men", un quintet dont feront partie de nombreux grands solistes du Jazz West Coast, tels Conte Candoli, Richie Kamuca, Leroy Vinnegar et Victor Feldman.
En 1956, il forme un trio "Shelly Manne & His Men" avec André Prévin (piano) et Leroy Vinnegar (basse). Ils connaissent le succès en reprenant les thèmes de la comédie musicale "My Fair Lady". 
En 1957, il enregistre avec Sonny Rollins et Ray Brown le classique "Way Out West" et forme la même année le trio des "Poll Winners" avec Barney Kessel et Ray Brown.
Dès 1960, il crée son propre club « The Shelly's Manne-Hole » (noter le jeu de mots sur « manhole » qui désigne une bouche d'égout, en Anglais) et reste très actif sur la scène du Jazz pendant les années 1960 et 70.
Dès les années 1950 et jusqu'à la fin de sa vie, Shelly Manne est très actif comme musicien de studios, travaillant, entre autres, pour le cinéma (très souvent demandé par Henry Mancini, par exemple) et la télévision. C'est lui qui double à la batterie Frank Sinatra dans le film d'Otto Preminger L'Homme au bras d'or. Il apparaît d'ailleurs à l'écran dans une dizaine de films. Il est par ailleurs le compositeur du thème principal et des musiques accompagnant la série télévisée américaine "Daktari" (1966-1969).
Comme musicien de studios, Shelly Manne a accompagné un grand nombre de chanteurs (tous styles confondus) : Ella Fitzgerald, Mel Tormé, Peggy Lee, Frank Sinatra, Ernestine Anderson, Sarah Vaughan, Lena Horne, Blossom Dearie, Nancy Wilson, June Christy, Helen Humes, Jackie Cain, Teresa Brewer, Leontyne Price, Tom Waits, Barry Manilow,…
Shelly Manne meurt en 1984 des suites d'une crise cardiaque.

## Style

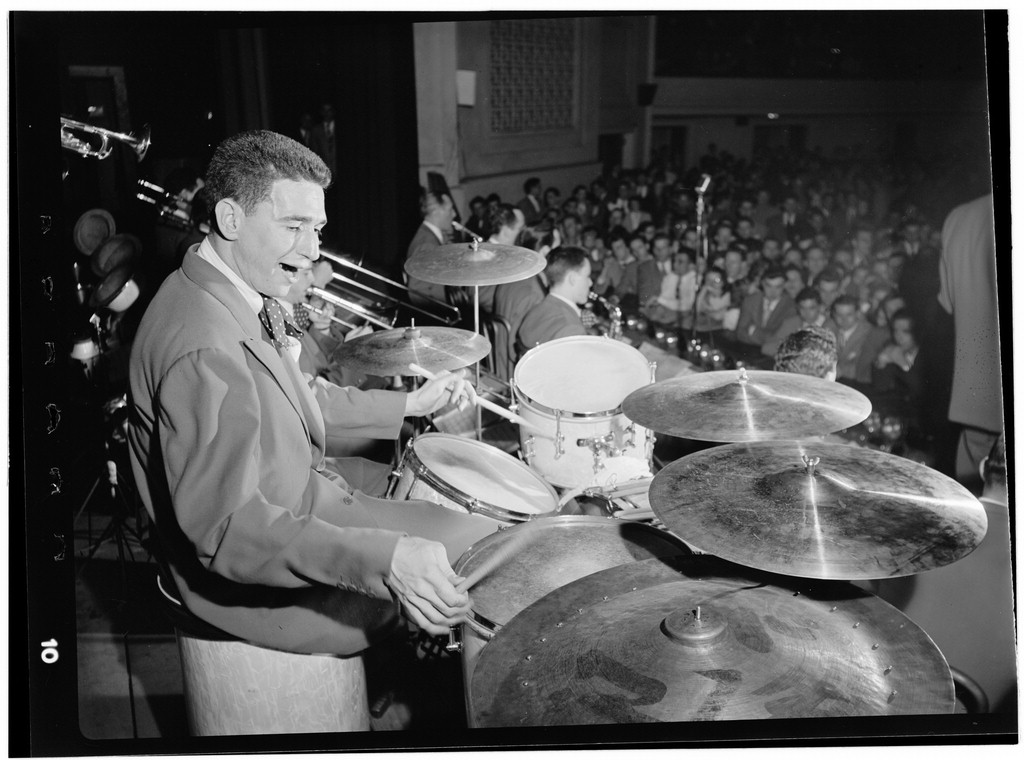
Shelly Manne (photographie : William P. Gottlieb)

Shelly Manne a développé un style unique de "batterie mélodique".
Admirateur de Jo Jones et Dave Tough, il ne voyait pas la batterie seulement comme un instrument rythmique mais comme un instrument qui devait créer des mélodies. Il est ainsi autant influencé par les pianistes que par les batteurs. Pour expliquer sa démarche, il a déclaré :
"Je ne développe pas les mélodies à l'aide des rythmes, je développe les rythmes en pensant la mélodie."
Pour Georges Paczynski, "il a une palette sonore exceptionnelle, aussi bien par le choix des timbres que par la qualité des nuances."
N'appréciant guère les solos bruyants, il se distingue particulièrement aux balais et dans la recherche de la sonorité feutrée.
Il déclara :
"Jouer doucement, en donnant un sens à ce que l'on joue, voilà ce qui m' intéresse."
Il peut être considéré comme un des plus grands batteurs de l'histoire du Jazz.

## Discographie partielle

### Comme leader
- 1951-1952 : Shelly Manne (avec Jimmy Giuffre, Shorty Rogers & Bill Russo) : Deep People (Savoy)
- 1952 : Shelly Manne Septet : Here's That Manne (Dee Gee)
- 1953-1955 : Shelly Manne & His Men : The West Coast Sound (Contemporary)
- 1954 : Shelly Manne, Jimmy Giuffre, Shorty Rogers & Russ Freeman : "The Three" and "The Two", (Contemporary)
- 1956 : Shelly Manne & His Men : Swinging Sounds (Contemporary)
- 1956 : Shelly Manne 1 His Men : Swinging Sounds In Stereo (Contemporary) même album, mais en version "stéréo"
- 1956 : Shelly Manne & His Men : More Swinging Sounds (Contemporary)
- 1956 : Shelly Manne & His Friends : My Fair Lady (Contemporary)
- 1957 : Shelly Manne & His Friends : Li'l Abner (Contemporary)
- 1958 : Shelly Manne & His Friends : Bells are Ringing (Contemporary)
- 1957 : Shelly Manne & His Men : New Works (Contemporary)
- 1957 : Shelly Manne (with guest solist Bill Smith) : Concerto For Clarinet & Combo (Contemporary)
- 1958 : Shelly Manne & His Men : The Gambit (Contemporary)
- 1959 : Shelly Manne & His Men : At The Black Hawk; Vos 1-5 (Contemporary)
- 1959 : Shelly Manne & His Men : Shelly Manne & His Men Play Peter Gunn (Contemporary)
- 1959 : Shelly Manne & His Men : Son of Gunn ! (Contemporary)
- 1960 : Shelly Manne & His Men : The Proper Time (Contemporary) - music du film The Proper Time
- 1960 : Shelly Manne & His Men : Yesterday : Live in Europe (Pablo)
- 1961 : Shelly Manne & His Men : At The Manne Hole (Contemporary)
- 1961 : Shelly Manne & His Men : Checkmate (Contemporary)
- 1961-1970 : Shelly Manne : Navy Swing (Studio West) - Réunit une session de 1961 & une de 1970
- 1962 : Shelly Manne & Jack Marshall : Sounds Unheard Of ! (Contemporary)
- 1962 : Shelly Manne : My Son the Jazz Drummer alias Steps to the desert (Contemporary)
- 1965 : Shelly Manne Quintet and Big Band : That's Gershwin ! (Capitol Records)
- 1964 : Shelly Manne : 2, 3, 4 (Impulse Records)
- 1961 : Shelly Manne : Shelly Manne & Co (Contact)
- 1966 : Shelly Manne & His Men : Boss Sounds ! (Atlantic Records)
- 1967 : Shelly Manne : Daktari (Contemporary) - musique de la série télévisée
- 1967 : Shelly Manne : Jazz Gunn (Atlantic Records)
- 1969 : Shelly Manne : Young Billy Young (United Artists) - musique du film La Vengeance du Shérif
- 1970 : Shelly Manne : Outside (Contemporary)
- 1970 : Shelly Manne : Alive in London (Contemporary)
- 1973 : Shelly Manne : Mannekind (Mainstream Records)
- 1975 : Shelly Manne : Hot Coles (Flying Dutchman)
- 1976 : Shelly Manne : Shelly Manne Plays Richard Rogers (Discovery)
- 1976 : Shelly Manne : Rex : Shelly Manne plays Richard Rodgers (Discovery)
- 1976 : Shelly Manne & His Men : The Manne We Love (East Words)
- 1977 : Shelly Manne : Perk Up (Concord)
- 1977 : Shelly Manne : Essence (Galaxy)
- 1978 : Shelly Manne Trio : Gemini (Yupiteru)
- 1978 : Shelly Manne : Crystallizations (Pausa Records)
- 1979 : Shelly Manne Quartet featuring Lee Konitz : French Concert (Galaxy)
- 1980 : Shelly Manne : Double Piano Jazz Quartet in Concert at Carmelo's (Trend)
- 1980 : Shelly Manne Quartet : Interpretation of Bach and Mozart (Trend)
- 1981 : Shelly Manne & His Hollywood All Stars : Hollywood Jam (Atlas Japan)
- 1981 : Shelly Manne, Monty Alexander et Ray Brown : Fingerings (Atlas Japan)
- 1981 : Shelly Manne : Goodbye For Bill Evans (Polydor Japan)
- 1982 : Shelly Manne & Russ Freeman : One on One (Contemporary)
- 1984 : Shelly Manne Trio : Remember (Jazzizz)
- 1984 : Shelly Manne Trio : In Zurich (Fantasy Records)

### Comme co-leader

#### The Poll Winners
- 1957 : Barney Kessel, Ray Brown, Shelly Manne  : The Poll Winners, (Contemporary)
- 1975 : Barney Kessel, Ray Brown & Shelly Manne : "The Poll Winners" : Straight Ahead (Original Jazz Classics)

#### The L.A. Four
- 1975 : The L.A. Four (Laurindo Almeida, Bud Shank, Ray Brown & Shelly Manne) : Scores (Concord)
- 1976 : The L.A. Four (Laurindo Almeida, Bud Shank, Ray Brown & Shelly Manne) : The L.A. Four alias Concierto De Aranjuez (Concord Jazz)
- 1976 : The L.A. Four (Laurindo Almeida, Bud Shank, Ray Brown & Shelly Manne) : Pavane pour une infante défunte (East Wind)
- 1977 : The L.A. Four (Laurindo Almeida, Bud Shank, Ray Brown & Shelly Manne) : Going Home (East Wind)

### Commesideman
Note : Cette discographie, pourtant copieuse, comme sideman n'est que partielle. Aux sessions non citées pour lesquelles Shelly Manne est "crédité", il faudrait ajouté une multitude de sessions (musique de films, variétés, pop, …) pour lesquelles son nom n'apparait pas.

#### Laurindo Almeida
- 1962 : Laurindo Almeida : Viva Bossa Nova (Capitol)
- 1962 : Laurindo Almeida : Ole Bossa Nova (Capitol)

#### Chet Baker
- 1953 : Chet Baker : Chet Baker Sings (Pacific Jazz Records)
- 1953 : Chet Baker : The Trumpet Artistry Of Chet Baker (Pacific Jazz Records)
- 1953-1954 : Chet Baker : Chet Baker and Strings (Columbia)
- 1954 : Chet Baker - arranged by Jack Montrose : Ensemble (Pacific Jazz Records)
- 1954 : Chet Baker & Stan Getz : West Coast Live (Pacific Jazz Records)
- 1956 : Russ Freeman et Chet Baker : Russ Freeman And Chet Baker Quartet (Pacific Jazz Records)

#### Clifford Brown
- 1954 : Clifford Brown : Jazz Immortal (Pacific Jazz Records)
- 1954 : Clifford Brown : Clifford Brown Ensemble Featuring Zoot Sims (Pacific Jazz Records)

#### Benny Carter
- 1957 : Benny Carter : Jazz Giant (Contemporary)
- 1958 : Benny Carter : Aspects (Capitol)
- 1958 : Benny Carter & Earl Hines : Swingin' The '20s (Contemporary)

#### Ornette Coleman
- 1959 : Ornette Coleman : Tomorrow Is The Question ! (Contemporary)

#### Bill Evans
- 1962 : Bill Evans & Shelly Manne : Empathy (Verve Records)
- 1966 : Bill Evans & Shelly Manne : A Simple Matter of Conviction (Verve Records)

#### Maynard Ferguson
- 1954 : Maynard Ferguson : Dimensions (Emarcy)
- 1954 : Maynard Ferguson : Hollywood Jam Session (Emarcy)
- 1955 : Maynard Ferguson : Octet (Emarcy)
- 1956 : Maynard Ferguson : I Have But Two Horns (Emarcy)

#### Jimmy Giuffre
- 1954 : Jimmy Giuffre : Jimmy Giuffre (Capitol)
- 1956 : Jimmy Giuffre : The Jimmy Giuffre Clarinet (Atlantic)

#### Hampton Hawes
- 1958 : Hampton Hawes : Four ! (Contemporary)
- 1958 : Hampton Hawes : Blues the Most (Contemporary)
- 1958 : Hampton Hawes : Four ! (Contemporary)
- 1958 : Hampton Hawes : Blues the Most (Contemporary)
- 1976 : Hampton Hawes : At the piano (Contemporary)

#### Lena Horne
- 1962 : Lena Horne : Lena Lovely (RCA Victor)
- 1962 : Lena Horne : Alive (RCA Victor)

#### Helen Humes
- 1959 : Helen Humes : Tain't Nobody's Biz-Ness If I Do (Contemporary)
- 1961 : Helen Humes : Songs I Like To Sing (Contemporary)

#### Jackie and Roy
- 1955 : Jackie Cain & Roy Krall : Jackie and Roy (Storyville / Vogue)
- 1959 : Jackie Cain & Roy Krall : In the Spotlight (Paramount)

#### Hank Jones
- 1979 : Hank Jones : Easy to love (Lobster Kikaku)
- 1977 : Hank Jones : Just for Fun (Galaxy)

#### Barney Kessel
- 1953 : Barney Kessel Quintet : Easy Like (Contemporary)
- 1953 : Barney Kessel Quintet : Barney Kessel Plays for Lovers (Contemporary)
- 1956 : Barney Kessel : To Swing or Not to Swing (Contemporary)
- 1954 : Barney Kessel Quintet : Barney Kessel Plays Standards (Contemporary)
- 1958 : Barney Kessel : Kessel Plays Carmen (Contemporary)
- 1959 : Barney Kessel : Some Like It Hot, Contemporary Records C-7565

#### Stan Kenton
- 1950 : Stan Kenton : Innovations In Modern Music (Capitol Records)
- 1950 : Stan Kenton : Easy Go (Capitol Records)
- 1951 : Stan Kenton : City of Glass (Capitol Records)
- 1951 : Stan Kenton : Portrait on Standards (Capitol Records)

#### Peggy Lee
- 1958 : Peggy Lee : Things Are Swinging (Capitol Records)
- 1958 : Peggy Lee : I Like Men ! (Capitol Records)
- 1959 : Peggy Lee : All Aglow Again ! (Capitol Records)

#### Henry Mancini
- 1958 : Henry Mancini : Touch of Evil (Universal) - musique du film La Soif du mal
- 1958 : Henry Mancini : Music from Peter Gunn (RCA Victor) - musique de la série télévisée Peter Gunn
- 1959 : Henry Mancini : More Music from Peter Gunn (RCA Victor) - musique de la série télévisée
- 1960 : Henry Mancini : M.. Lucky (RCA Victor) - musique de la série télévisée Mr. Lucky
- 1960 : Henry Mancini : The Mancini Touch (RCA Victor)
- 1960 : Henry Mancini : Breakfast at Tiffany's (RCA Victor) - musique du film Diamants sur canapé
- 1961 : Henry Mancini : Hatari (RCA Victor) - musique du film Hatari !
- 1961 : Henry Mancini : M.. Lucky Goes Latin (RCA Victor)
- 1961 : Henry Mancini : Combo (RCA Victor)
- 1965 : Henry Mancini : The Latin Sound Of Henry Mancini (RCA Victor)
- 1966 : Henry Mancini : Arabesque (RCA Victor) - musique du film Arabseque
- 1968 : Henry Mancini : The Party (RCA Victor) - musique du film La Party
- 1974 : Henry Mancini : Hangin' Out With Henry Mancini (RCA Victor)

#### Jack Marshall
- 1962 : Jack Marshall & Shelly Manne : Sounds Unheard Of ! (Capitol)
- 1969 : Jack Marshall & Shelly Manne : Sounds ! (Capitol)

#### Oliver Nelson
- 1974 : Oliver Nelson : Skull Sessions (RCA Victor)
- 1975 : Oliver Nelson : Stollen Moments (East Wind)

#### Lennie Niehaus
- 1954 : Lennie Niehaus : The Quintets (Contemporary)
- 1954 : Lennie Niehaus : The Octet alias Zoundq (Contemporary)
- 1955 : Lennie Niehaus : The Quintets and Strings (Contemporary)

#### Art Pepper
- 1956-1957 : Art Pepper : The Return of Art Pepper (Blue Note)
- 1956-1957 : Art Pepper : The Artistry of Pepper (Pacific Jazz)
- 1975 : Art Pepper : Living Legend (Contemporary)

#### Itzhak Perlman
- 1980 : Itzhak Perlman, André Previn, Jim Hall, and Red Mitchell : A Different Kind of Blues (Angel Records)
- 1981 : Itzhak Perlman & André Previn : It's a breeze (Angel Records)

#### Andre Previn
- 1957 : Andre Previn & Russ Freeman : Double Play ! (Contemporary)
- 1957 : Andre Previn and His Pals : Pal Joey (Contemporary)
- 1958 : Andre Previn and His Pals : Gigi (Contemporary)
- 1959 : Andre Previn and His Pals : West Side Story (Contemporary)
- 1976 : Andre Previn, Red Mitchell & Shelly Manne : Sessions, live (Calliope)

#### Shorty Rogers
- 1951 : Shorty Rogers and his Giants : Modern Sounds (Capitol Records)
- 1951 : Shorty Rogers Quintet featuring Art Pepper : Popo (Xanadu)
- 1953 : Shorty Rogers and his Giants : Cool and Crazy (RCA Victor)
- 1954 : Shorty Rogers and his Giants : Shorty Rogers Courts the Count (RCA Victor)
- 1955 : Shorty Rogers and his Giants : The Swinging M.. Rogers (Atlantic)
- 1955 : Shorty Rogers and his Giant : Martians Stay Home (Atlantic)
- 1956 : Shorty Rogers and his Giants : Martians, Come Back ! (Atlantic)
- 1956 : Shorty Rogers and his Giants : Way Up There (Atlantic)
- 1956 : Shorty Rogers and his Giants  : Clickin' With Clax (Atlantic)
- 1958 : Shorty Rogers : Afro-Cuban Influence (RCA Victor)
- 1962 : Shorty Rogers : Jazz Waltz (Discovery)
- 1983 : Shorty Rogers and his Giant : Re-Entry (Atlas Japan)

#### Sonny Rollins
- 1957 : Sonny Rollins : Way Out West' (Contemporary)
- 1958 : Sonny Rollins : Sonny Rollins and The Contemporary Leaders (Contemporary)

#### Pete Rugolo
- 1956 : Pete Rugolo : Rhythm Meets Rugolo (Mercury)
- 1957 : Pete Rugolo : Out Of A Limb (Mercury)
- 1956 : Pete Rugolo : Percussions At Works (Mercury)
- 1959 : Pete Rugolo : The Music From Richard Diamond (Mercury) - musique de la série télévisée Richard Diamond

#### Lalo Schifrin
- 1966 : Lalo Schifrin : Way… Way Out (MGM) - musique du film Tiens bon la rampe, Jerry
- 1966 : Lalo Schifrin : The Venitian Affair (MGM) - musique du film Minuit sur le grand canal
- 1968 : Lalo Schifrin : There's A Whole Lalo Schifrin Goin' On (Dot Records)

#### Zoot Sims
- 1981 : Zoot Sims : The Swinger (Pablo)
- 1983 : Zoot Sims : On The Korner (Pablo)

#### Mel Tormé
- 1962 : Mel Tormé : I Dig the Duke, I Dig the Count (Verve Records)
- 1963 : Mel Tormé : Mel Torme Sings Sunday In New York And Other Songs About New York (Atlantic)
- 1963 : Mel Tormé accompagné par Shorty Rogers & His Giants : Round midnight (Stash)

#### Tom Waits
- 1976 : Tom Waits : Small Change (Asylum Records)
- 1977 : Tom Waits : Foreign Affairs (Asylum Records)
- 1982 : Tom Waits : One from the Heart (CBS Records) - musique du film Coup de cœur

#### Autres leaders
- 1949 : Lennie Tristano : Lennie Tristano And Lee Konitz (Prestige)
- 1952-1955 : Howard Rumsey : Howard Rumsey's Lighthouse All-Stars (Contemporary)
- 1953 : Leith Stevens : The Wild One (RCA Victor) - musique du film L'Équipée sauvage - Réédité sous le nom de Shorty Rogers.
- 1953 : Teddy Charles : Collaboration West alias Evolution (Prestige)
- 1954 : Bob Cooper : The Bob Cooper Sextet (Capitol)
- 1954 : Boots Mussulli Quartet : Little Man (Affinity)
- 1955 : Duane Tatro : Duane Tatro's Jazz For Moderns (Contemporary)
- 1955 : Claire Austin : Claire Austin Sings "When Your Lover Has Gone" (Contemporary)
- 1955 : Lyle Murphy : 12-Tone Compositions And Arrangements By Lyle Murphy alias Gone With The Woodwinds ! (Contemporary)
- 1955 : Mel Henke : Now Spin This ! (Contemporary)
- 1955 : Stan Getz : Stan Getz And The Cool Sounds (Verve Records)
- 1955 : Jack Millman : Jazz Studio 4 (Decca)
- 1955 : Jack Montrose & Bob Gordon : Jack Montrose With Bob Gordon (Atlantic)
- 1955 : Betty Bennett : Nobody Else But Me (Atlantic)
- 1956 : Lee Konitz : Worth While Konitz (Atlantic)
- 1957 : Buddy Collette : Nice Day With Buddy Collette (Contemporary)
- 1957 : Quincy Jones : Go West, Man ! (His Master's Voice)
- 1957 : Red Norvo : Music To Listen To Red Norvo (Contemporary)
- 1957 : Jackie Davis : Chasing Shadows (Capitol)
- 1958 : Julian Cannonball Adderley : Cannonball's Sharpshooters (Mercury)
- 1958 : Johnny Mandel : I Want To Live (MGM) - musique du film Je veux vivre !
- 1958 : Ernestine Anderson : The Toast Of The Nation's Critics (Mercury)
- 1959 : Bill Smith. Folk Jazz (Contemporary)
- 1959 : Marty Paich : Take Me Along (RCA Victor)
- 1959 : Ornette Coleman : Tomorrow Is The Question ! (Contemporary)
- 1959 : Frank Sinatra : Come Dance with Me! (Capitol) Non crédité
- 1959 : Elmer Bernstein : Staccato (Decca) - musique de la série télévisée Johnny Staccato
- 1960 : Benny Goodman : Benny Rides Again (Chess)
- 1960 : Felix Slatkin : Fantastic Percussions (Liberty)
- 1961 : Howard McGhee : Maggie's Back in Town (Contemporary)
- 1961 : Ruth Price : With Shelly Manne & His Men at the Manne-Hole (Contemporary)
- 1962 : Elmer Bernstein : Walk on the Wild Side (CBS) - musique du film La Rue chaude
- 1963 : Jimmy Rowles : Kinda Groovy (Capitol)
- 1963 : Herb Ellis & Stuff Smith : Together ! (Koch)
- 1964 : Blossom Dearie : May I Come In ? (Capitol)
- 1966 : Ella Fitzgerald : Whisper Not (Verve)
- 1967 : Leontyne Price (avec Andre Previn) : Right as the Rain (RCA)
- 1967 : Howard Roberts : Jaunty-Jolly ! (Capitol)
- 1967 : Nancy Wilson : Lush Life alias The Right To Love (Capitol)
- 1967 : Carmen McRae : Portrait of Carmen (Atlantic)
- 1967 : Tommy Vig : The Sound Of The Seventies (Milestone Records)
- 1968 : Michel Legrand, Ray Brown & Shelly Manne : At Shelly's Manne-Hole (Verve Records)
- 1968 : Frank Zappa : Lumpy Gravy (MGM)
- 1969 : Sonny Criss : I'll Catch the Sun (Prestige)
- 1972 : Joe Williams : With Love (Temponic)
- 1972 : Sarah Vaughan (avec Michel Legrand) : Sarah Vaughan (Mainstream Records)
- 1974 : Red Rodney : Superbop (Muse)
- 1974 : Kimiko Kasai : Thanks, Dear (CBS Japan)
- 1974 : Yujiro Ishihara : Nostalgia (Tiichiku)
- 1974 : Louis Bellson, Shelly Manne, Willie Bobo & Paul Humphrey : The Drum Sessions (Philips)
- 1975 : Brass Fever : Brass Fever (Impulse)
- 1975 : Joe Sample, Ray Brown & Shelly Manne : The Three (EastWind)
- 1975 : Sonny Stitt : Dumpy mama (Flying Dutchman)
- 1975 : Elek Bacsik : ird & Dizzy : A Musical Tribute (Flying Dutchman)
- 1976 : Brass Fever : Time Is Running Out (Impulse)
- 1976 : Art Farmer : On The Road (Contemporary)
- 1976 : Mike Wofford : Scott Joplin : interpretations 76 (Flying Dutchman)
- 1977 : June Christy : June Christy 1977 (Trio Records)
- 1977 : Jimmy Knepper : In L.A. (Inner City)
- 1997 : Lew Tabackin : Trackin (RCA)
- 1978 : Cal Tjader : Breathe Easy (Galaxy Records)
- 1978 : Victor Feldman Trio : Together again (Yupiteru)
- 1978 : Claude Bolling & Hubert Laws : California Suite (CBS Records) - musique du film California Suite
- 1979 : Tiny Moore & Jethro Burns : Back To BAck (Kaleidoscope)
- 1980 : Marc Hemmeler : Walking in L.A. (Mainstream Records)
- 1980 : Eddie Lockjaw Davis, Dizzy Gillespie, Illinois Jacquet, Harold Land & Cal Tjader : Battle of The Horns (East World)
- 1981 : Bobby Enriquez & Richie Cole : The Wildman Meets The Madman (GNP)
- 1981 : Teresa Brewer : A Sophisticated Lady (Columbia)
- 1981 : Joe Pass : George, Ira & Joe (Original Jazz Classics)
- 1982 : John Lewis : Kansas City Breaks (Finesse)
- 1982 : Harry Sweets Edison : S Wonderful : Live At Club 33, Japan (Pablo)
- 1982 : Woody James : Hardcore Jazz (See Breeze)
- 1983 : Bill Mays : Tha's Delights (Trend)
- 1983 : Jean-Pierre Rampal : Rampal Plays Scott Joplin (CBS)
- 1984 : Barry Manilow : 2:00 AM Paradise Cafe (Arista)
- 1984 : Joe Sardaro : Lost In The Stars (Catch My Drift Records)